# Concours Eurovision des jeunes musiciens 1986
- Pays participants qualifiés pour la finale
- Pays participants non qualifiés pour la finale

Genève 1984 Amsterdam 1988
Le Concours Eurovision des jeunes musiciens 1986 est la troisième édition de ce concours. La finale est organisée à Copenhague, au Danemark le 27 mai 1986. 
Des jeunes musiciens de 5 pays participèrent à la finale télévisée de cette édition. Ils furent tous accompagnés par l'Orchestre symphonique national du Danemark, sous la direction de Hans Graf. 
La France remporte pour la première fois le titre avec Sandrine Lazarides, avec un concerto pour piano réalisé par le pianiste hongrois du XIXe siècle, Franz Liszt.

## Concours

### Demi-finale
Une demi-finale est organisée sur deux jours, le 22 et 23 mai pour départager cinq musiciens parmi les quinze participants.
| Pays                 | Musicien              | Instrument  | Rang     |
| -------------------- | --------------------- | ----------- | -------- |
| Allemagne de l'Ouest | Martin Menking        | Violoncelle | éliminé  |
| Autriche             | Günter Voglmayr       | Flute       | éliminé  |
| Belgique             | Rhonny Ventat         | Saxophone   | éliminé  |
| Danemark H           | Janne Thomsen         | Flute       | éliminé  |
| Finlande             | Jan-Erik Gustafsson   | Violoncelle | qualifié |
| France               | Sandrine Lazarides    | Piano       | qualifié |
| Irlande              | Seamus Conroy         | Violon      | éliminé  |
| Israël               | Shira Ravin           | Violon      | éliminé  |
| Italie               | Carlo Balzaretti      | Piano       | éliminé  |
| Norvège              | Ellen Margrete Flesjo | Violoncelle | éliminé  |
| Pays-Bas T           | Pauline Oostenrijk    | Haut-bois   | éliminé  |
| Royaume-Uni          | Alan Brind            | Violon      | qualifié |
| Suède                | Peter Jablonski       | Piano       | éliminé  |
| Suisse               | Marian Rosenfeld      | Piano       | qualifié |
| Yougoslavie          | Aleksandar Madžar     | Piano       | qualifié |

### Finale
| Ordre | Pays        | Musicien            | Instrument  | Rang |
| ----- | ----------- | ------------------- | ----------- | ---- |
| 1     | France      | Sandrine Lazarides  | Piano       | 1    |
| 2     | Royaume-Uni | Alan Brind          | Violon      | -    |
| 3     | Yougoslavie | Aleksandar Madžar   | Piano       | -    |
| 4     | Finlande    | Jan-Erik Gustafsson | Violoncelle | 3    |
| 5     | Suisse      | Marian Rosenfeld    | Piano       | 2    |

## Membres du jury
Pour cette 3e édition, les 12 membres du jury sont:
- – Siegried Palm
- – Carole Dawn Reinhart
- – Georges Dumortier
- – Poul Birkelund
- – Carole Dawn Reinhart
- – Hannu-Ilari Lampila
- – Teresa Llacuna
- – Claudio Scimone (représentant)
- – Ton Hartsuiker
- – Sir David Willcocks
- – Björn Liljequist
- – Jasna Nemec Novak